# 来子珣
来子珣（7世纪—692年），雍州长安县（今陕西西安市）人，武周官员。
永昌元年（689年）四月，因为上书奏事，被任命为左台监察御史。当时朝臣有不带靴而上朝的，来子珣弹奏道："臣听说束带立于朝。"满朝大笑。武则天委任他管理制狱，他谋害诛杀异己，多能迎合旨意，于是被赐姓武氏，字家臣。天授年间，为父丁忧，起复为朝散大夫、侍御史。当时雅州刺史刘行实及其弟渠州刺史刘行瑜、尚衣奉御刘行威、他们的侄子鹰扬郎将军刘虔通等，都被来子珣诬告谋反被诛，又在盱眙毁坏他们的父亲左监门大将军刘伯英的棺柩。转任为游击将军、右羽林中郎将。经常穿锦绣半臂，言笑自若，朝士都讥笑他。长寿元年（692年），流放到爱州，死于贬地。